# Czersk
Czersk (udtale: [t͡ʂɛrsk], kashubisk: Czérskò; tysk: Czersk, (1942-45): Heiderode)  er en by  i den  sydlige del af voivodskabet Pommern i det nordlige Polen. Den har   9.997(2021)  indbyggere og et areal på 9,73 km², og   er en del af  powiatet (amt) Chojnice.

## Historie
Området blev en del af den nye polske stat i det 10. århundrede under dens første historiske hersker Mieszko 1. af Polen. I det 12. århundrede var det en del af Raciąż kastellanat. I det 13. århundrede blev det lokale sogn samfund etableret, inklusive de nærliggende landsbyer Rytel, Łąg, Mokre og Malachin. Den var besat af de Teutoniske Riddere siden 1309. På det tidspunkt var Czersk en landsby med en mølle, kro, bituminøs handel og bierfarme. Czersk blev nævnt i et dokument fra 1330. I 1454 genindsatte kong Kasimir 4. Jagiellon Czersk i kongeriget Polen, og derefter afslog de germanske riddere ethvert krav i den Anden Fred i Toruń af 1466. 1584 markerer den første og ældste kendte beskrivelse af kirken i  Czersk.